# Zangia signata
Zangia signata es una especie de insecto coleóptero de la familia Chrysomelidae. Fue descrita en 1990 por Jiang.